# Mirabel-aux-Baronnies
Mirabel-aux-Baronnies este o comună în departamentul Drôme din sud-estul Franței. În 2009 avea o populație de 1.530 de locuitori.

## Evoluția populației
| An        | 1975 | 1982  | 1990  | 1999  | 2006  | 2009  |
| --------- | ---- | ----- | ----- | ----- | ----- | ----- |
| Populație | 901  | 1.048 | 1.276 | 1.335 | 1.481 | 1.530 |